# Garveia annulata
Garveia annulata är en nässeldjursart som beskrevs av Nutting 1901. Garveia annulata ingår i släktet Garveia och familjen Bougainvilliidae. Inga underarter finns listade i Catalogue of Life.